# Prosaris
Prosaris is een geslacht van vlinders van de familie snuitmotten (Pyralidae), uit de onderfamilie Pyralinae.

## Soorten
- P. hepaticalis Marion, 1955
- P. percuprealis Marion, 1955
- P. pernigralis Meyrick, 1894
- P. pulverea Hampson, 1906
- P. rufalis Hampson, 1906
- P. violacealis Ghesquière, 1942